# Muhimbili University of Health and Allied Sciences

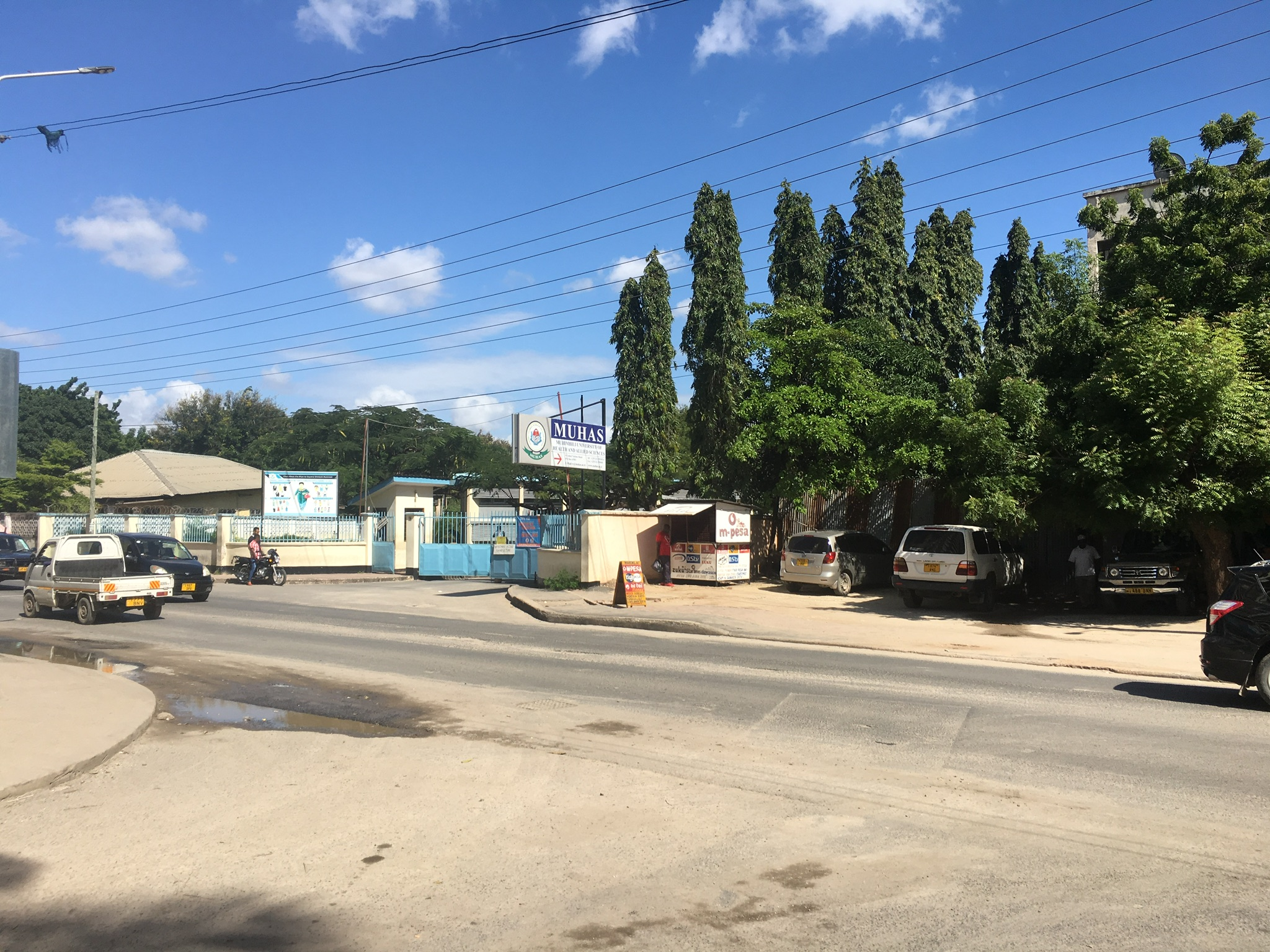
Entrée de la MUHAS, mai 2019.

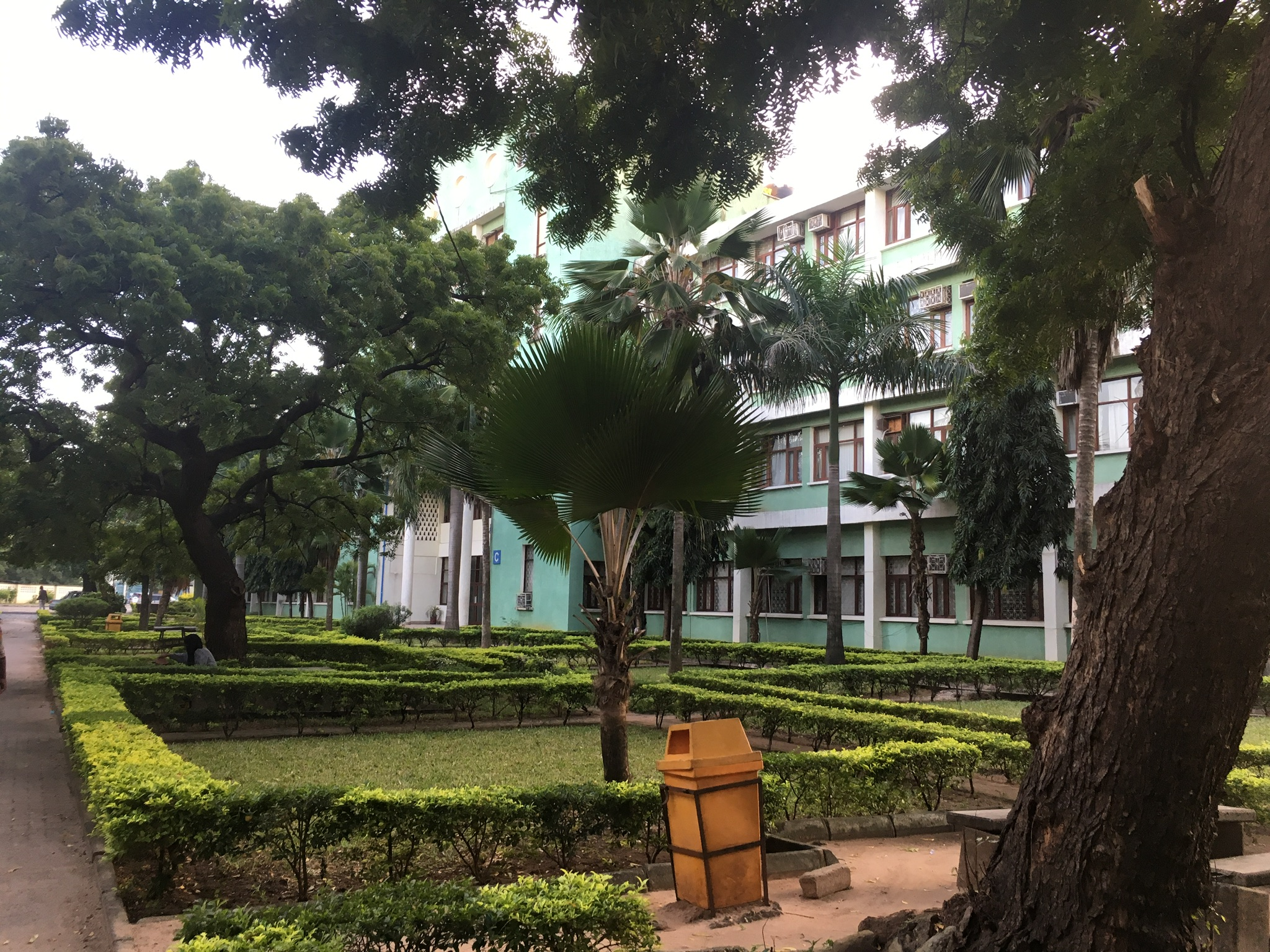
Vue du campus en 2019.

Muhimbili University of Health and Allied Sciences (MUHAS) est une université publique située à Dar es Salam, en Tanzanie. Elle est accréditée par le gouvernement.

## Emplacement
En juin 2018, l'université dispose de deux campus. Le campus principal se situe United Nations Road, dans le quartier d'Upanga West, à Dar es Salam. Le campus de Mloganzila se situe à 31 km, le long de l'autoroute A-7 ; il abrite un hôpital-école de 571 lits,.
L'université anime un centre d'enseignement dans la ville de Bagamoyo, à environ 66 km de Dar es Salam. Il existe un internat pour les étudiants, situé Chole Road, quartier de Masaki, à Dar es Salam.

## Histoire
L'université trouve son origine en 1963, lorsqu'est créée la Dar es Salaam Medical School. Elle devient la faculté de médecine de l'université de Dar es Salam en 1968. En 1976, la faculté de médecine est incorporée dans l'hôpital de Muhimbili qui devient le Muhimbili Medical Centre.
En 1991, l'institution devient un college universitaire, le Muhimbili University College of Health Sciences (MUCHS). En 2000, le MUCHS est scindé en deux entités autonome : MUCHS et le Muhimbili National Hospital (MNH). Au fil des années, MUCHS développe de nouveaux programmes académiques et accueille de plus en plus d'étudiants. L'acte parlementaire de 1991 est abrogé en 2005. En 2007, l'actuelle MUHAS est instituée, en lien avec les recommandations de l'organisme d'accréditation, la Tanzania Commission of Universities.

## Recherche
La MUHAS est tournée vers la recherche, dans plus de quarante grands projets de recherche. Ainsi, par exemple, des essais de vitamines chez les enfants des femmes infectées par le VIH, l'étude de l'assurance maladie dans les pays en développement, une étude des prédicteurs sociaux et contextuels des comportements à risque hétérosexuels masculins en Afrique, une étude qui examine l'effet des suppléments de multivitamines sur la réponse clinique et immunologique dans la tuberculose infantile… Les partenaires de recherche comprennent l'Union européenne et plusieurs universités européennes et américaines.

## Programmes
La Muhimbili University of Health and Allied Sciences propose des enseignements en médecine, odontologie, pharmacie, soins infirmiers, médecine publique et médecine traditionnelle jusqu'aux niveaux du troisième cycle.

## Étudiants célèbres
- Julie Makani, hématologue